# John Howard Griffin
John Howard Griffin (Mansfield, Texas, 16 de junio de 1920-Fort Worth, 9 de septiembre de 1980) fue un escritor y periodista estadounidense mayormente conocido por sus investigaciones y ensayos sobre la segregación racial. Oscureció su piel con medicamentos para viajar como negro por el sur de Estados Unidos - el Deep South - para tener la experiencia en carne propia. Sus viajes por Luisiana, Misisipi, Alabama y Georgia en 1959, experiencias recogidas en su libro Black Like Me (Negro como yo) que inspiró el largometraje del mismo nombre Black Like Me.

## Biografía
Hijo de John Walter Griffin y Lena May Young Griffin. Estudió medicina en Francia en la Universidad de Poitiers y participó en la resistencia durante la Ocupación de Francia por las fuerzas del Eje en el puerto de Saint-Nazaire
Griffin sirvió en el United States Army Air Corps, en Oceanía. Su novela de 1956, Nuni, es producto de su experiencia en las Islas Salomon.
Quedó ciego a causa de un accidente, fue condecorado por su valor y regresó a Texas, en 1952 se convirtió al catolicismo y en 1953 se casó con Elizabeth Ann Holland, madre de sus cuatro hijos. Fue un ferviente partidario del Partido Demócrata. En 1957 recuperó la visión. 
En 1959 escribió el libro que lo hizo famoso, relatando su experiencia como hombre blanco convertido en negro y viajando por el sur de la nación segregada, Black Like Me luego adaptada al cine con la interpretación de James Whitmore. 
En 1964 recibió el Premio Pacem in Terris junto a John Kennedy, otorgado póstumamente.
John Howard Griffin murió de complicaciones de diabetes, muerte atribuida erróneamente a los efectos del Oxsoralen que usó en 1959 para teñir su piel.

## Obras
- The Devil Rides Outside (1952)
- Nuni (1956)
- Land of the High Sky (1959)
- Black Like Me (1961)
- The Church and the Black Man (1969)
- A Hidden Wholeness: The Visual World of Thomas Merton (1970)
- Twelve Photographic Portraits (1973)
- Jacques Maritain: Homage in Words and Pictures (1974)
- A Time to be Human (1977)
- The Hermitage Journals: A Diary Kept While Working on the Biography of Thomas Merton (1981)
- Follow the Ecstasy: Thomas Merton, the Hermitage Years, 1965-1968 (1983)
- Scattered Shadows: A Memoir of Blindness and Vision (2004)
- Available Light: Exile in Mexico (2008)